# Elif Şafak
Elif Şafak (també coneguda com a Elif Shafak) (Estrasburg, França, 1971) és una escriptora turca. Ha publicat 15 llibres, dels quals 10 són novel·les, escrits tant en turc com en anglès.
Les seves obres es basen en diferents cultures i tradicions literàries, reflectint el seu interès per la història, la filosofia, el sufisme, així com pels temes relacionats amb la dona en la societat, les minories i els immigrants. El 2010 va rebre la distinció a l'Orde de les Arts i les Lletres de França.
És col·laboradora de prestigiosos diaris internacionals, com el Financial Times, The Guardian, The New York Times, The Wall Street Journal, Der Spiegel o La Repubblica.

## Biografia
El seu veritable nom és Elif Bilgin, però va incorporar el primer nom de la seva mare per signar les seves obres. Nascuda a França, Şafak es va criar amb sa mare, una diplomàtica turca, després de la separació dels seus pares. Ella menciona que no haver-se criat en una família típica patriarcal va tenir un gran impacte en la seva feina. Va passar l'adolescència a Madrid (Espanya) i a Amman (Jordània), abans de tornar a Turquia. Es va graduar en Relacions Internacionals a la Universitat Tècnica de l'Orient Mitjà d'Ankara. Va obtenir el títol de magister en ciència de Gènere i Estudis de la Dona, amb una tesi sobre la Deconstrucció de la feminitat en el decurs de l'enteniment cíclic dels dervixos heterodoxos en l'Islam. Va aconseguir el doctorat en filosofia en el Departament de Ciència Política de la mateixa universitat.
Ha escrit 15 llibres, alguns en turc, que després van ser traduïts a l'anglès i a altres idiomes, així com altres escrits directament en anglès, que també s'han traduït. La seva primera novel·la: Pinhan (L'amagat), la va fer guanyadora del premi Rumi el 1998, que s'atorga al millor treball de literatura mística a Turquia. Dos de les seves novel·les en anglès que es poden destacar són The Bastard of Istanbul (La bastarda d'Istanbul); Şafak va ser acusada "d'insultar al poble turc" sota l'article 301 del Codi criminal turc. El cas va ser desestimat el juny de 2006. Malgrat tot, els acusadors van tornar a obrir el cas el juliol de 2006 i Şafak estava en risc de fer front a tres anys de presó, igual que el seu traductor i editor. El 21 de setembre de 2006, el cas renovat contra Şafak també va ser desestimat per falta de proves.
Actualment és l'escriptora més llegida a Turquia.
El 2017 va revelar que és bisexual.

## Temes recurrents
La ciutat d'Istanbul destaca com un dels punts centrals de la seva obra literària, com es pot apreciar en La bastarda d'Istanbul o L'arquitecte de l'univers, aquest darrer inspirat en l'obra de Sinan, segurament l'arquitecte més importat de l'Imperi Otomà. En un assaig escrit per a la revista Time, va dir "est i oest no són aigua i oli. Es barregen. I en una ciutat com Istanbul, es barregen intensament, sense parar, de forma sorprenent". Un altre aspecte d'interès per a Shafak és el misticisme sufí. Això s'evidencia en el seu llibre The Forty Rules of Love: A Novel of Rumi, una història d'amor moderna entre una mestressa de casa juevoestadounidenca i un modern sufí que viuen a Amsterdam. El feminisme (per exemple en la seva darrera novel·la), els drets de les minories i la llibertat d'expressió també són freqüents en les seves obres, tant de ficció com d'assaig.

## Obres

### En turc
- Kem Gözlere Anadolu, 96pp, 1994, Evrensel, ISBN 975-783-729-6 [1]
- Pinhan, 224pp, 1997, Metis, ISBN 975-342-297-0 [2]
- Şehrin Aynaları, 280pp, 1999, Metis, ISBN 975-342-298-9 [3]
- Mahrem, 216pp, 2000, Metis, ISBN 975-342-285-7 [4]
- Bit Palas, 361pp, 2002, Metis, ISBN 975-342-354-3 [5]
- Beşpeşe, 680pp, 2004, Metis, ISBN 975-342-467-1 (amb Murathan Mungan, Faruk Ulay, Celil Oker i Pınar Kür) [7]
- Med-Cezir, 254pp, 2005, Metis, ISBN 975-342-533-3 [8]
- Siyah Süt, 2007, Doğan Kitap, ISBN 978-975-991-531-5 [10]
- Aşk, 2009, Doğan Kitap, ISBN 978-605-111-107-0 [11]
- Kâğıt Helva, 2010, Doğan Kitap, ISBN 978-605-111-426-2 [12]
- Firarperest, 2010, Doğan Kitap, ISBN 978-605-111-902-1
- İskender, 2011, Doğan Kitap, ISBN 9786050902518
- Şemspare, 252s, 2012, Doğan Kitap, ISBN 9786050907995
- Ustam ve Ben, 2013, Doğan, ISBN 978-605-09-1803-8
- Sakız Sardunya, 2014, Doğan, ISBN 978-605-09-2291-2
- Havva'nın Üç Kızı, 2016, Doğan, ISBN 978-605-09-3537-0
- Sanma ki Yalnızsın, 2018, Doğan, ISBN 978-605-095-146-2
- On Dakika Otuz Sekiz Saniye, 2019, Doğan, ISBN 978-605-096-309-0

### En anglès
- The Saint of Incipient Insanities, 368pp, 2004, Farrar, Straus and Giroux, ISBN 0-374-25357-9 [13]
- The Bastard of Istanbul, 368pp, 2006, Viking, ISBN 0-670-03834-2 [16]

## Traduccions

### En anglès
- The Flea Palace (traducció de Bit Palas), 260pp, 2005, Marion Boyars, ISBN 0-7145-3101-4 [14] (amb Muge Gocek)
- The Gaze (traducció de Mahrem), 252pp, 2006, Marion Boyars, ISBN 0-7145-3121-9 [15]
- The Forty Rules of Love: A Novel of Rumi (traducció de Aşk), 2010, Viking, ISBN 0-670-02145-8
- Honour (traducció de İskender), 2012, Viking, ISBN 0-670-92115-7
- The Architect's Apprentice (traducció de Ustam ve Ben), 2014, Viking, ISBN 978-024-100-491-3
- Three Daughters of Eve (traducció de Havva'nın Üç Kızı), 2016, Viking, ISBN 978-024-128-804-7
- 10 Minutes 38 Seconds in This Strange World (traducció de On Dakika Otuz Sekiz Saniye), 2019, Viking, ISBN 978-024-129-386-7

### En turc
- Araf (traducció de The Saint of Incipient Insanities), 352pp, 2004, Metis, ISBN 975-342-465-5 [6]
- Baba ve Piç (traducció de The Bastard of Istanbul), 384 pp, 2006, Metis, ISBN 975-342-553-8 [9]

### En català
- La bastarda d'Istanbul, (The Bastard of Istanbul, 2006). Ara Llibres, 2007
- Honor (Honor, 2012). Ara Llibres, 2012

### En castellà
- La bastarda de Estambul, (The Bastard of Istanbul, 2006). Lumen, 2009
- El fruto del honor, (Honor, 2012). Lumen, 2012
- El Arquitecto del Universo, (The Architect's Apprentice, 2015). Lumen, 2015
- Las tres pasiones. Lumen, 2016